# Iwan Chadschienow
Iwan Nikolow Chadschienow (auch Ivan Nikolow Chandzenov geschrieben, bulgarisch Иван Николов Хаджиенов; * 1843 in Kasanlak; † 21. Januar 1923) war ein bulgarischer Kaufmann, und zwischen 1881 und 1883 Bürgermeister von Sofia.

## Biographie
Iwan Chadschienow wurde 1843 in der im Balkangebirge gelegenen osmanischen Stadt Kasanlak geboren. 1848 starben seine Eltern und er wurde in die rumänische Hauptstadt Bukarest geschickt, wo er in der Familie eines Onkels aufwuchs. Sein Onkel war ein angesehener Kaufmann in Bukarest. Zu diesem Zeitpunkt wuchs auch sein Cousin Iwan Adschenow, der später ein Revolutionär und Journalist wurde, in der rumänischen Hauptstadt auf.
Später arbeitete Iwan Chadschienow für französische Baufirmen in Rumänien und Frankreich. Nach der Befreiung Bulgariens von osmanischer Herrschaft 1878, kehrte der Erwachsene Chadschienow nach Bulgarien zurück und wurde Politiker der Konservativen Partei. Während des Regimes der Vollmachten wurde er Bürgermeister der bulgarischen Hauptstadt Sofia. In sein Mandat fällt der Bau der Borissowa gradina.
| Vorgänger       | Amt                               | Nachfolger      |
| --------------- | --------------------------------- | --------------- |
| Nikola Daskalow | Bürgermeister von Sofia 1881–1883 | Nikola Suknarow |

| Personendaten    | Personendaten                                                                             |
| ---------------- | ----------------------------------------------------------------------------------------- |
| NAME             | Chadschienow, Iwan                                                                        |
| ALTERNATIVNAMEN  | Иван Николов Хаджиенов (bulgarisch); Chandzenov, Ivan Nikolow; Chadschienow, Iwan Nikolow |
| KURZBESCHREIBUNG | bulgarischer Kaufman                                                                      |
| GEBURTSDATUM     | 1843                                                                                      |
| GEBURTSORT       | Kasanlak                                                                                  |
| STERBEDATUM      | 21. Januar 1923                                                                           |